# سیارک ۲۴۶۴
سیارک ۲۴۶۴ (به انگلیسی: 2464 Nordenskiold، نامگذاری:1939BF) دو هزار و چهارصد و شصت و چهارمین سیارک کشف شده‌است که در ۱۹ ژانویه ۱۹۳۹ کشف شد.
قدر مطلق سیارک برابر ۱۱٫۵۰ است.